# Partitions amoureuses

Partitions Amoureuses (Notes from Dad) est un téléfilm américain diffusé le 15 juin 2013 sur Hallmark Channel et en France le 29 avril 2013 sur M6.

## Synopsis
Clay, musicien de jazz, s’est reconverti dans l’éducation. Mais l’école est menacée de fermeture.

## Fiche technique
- Titre original : Notes from Dad
- Titre de travail : Playing Father
- Réalisateur : Eriq La Salle
- Scénariste : Wayne Lemon
- Musique : PJ Hanke
- Montage : David Urbina
- Création des décors : Scott H. Campbell
- Directeur artistique : Vahn Armstrong
- Création des costumes : Evan Waters
- Décor de plateau : Christina Wynveldt
- Coordinateur des cascades : Mickey Cassidy
- Date de sortie : 2012
- Date de diffusion :
  -  France : 29 avril 2013

## Distribution
- Eddie Cibrian (VF : Alexis Victor) : Clay Allen
- Josie Davis (VF : Ariane Deviègue) : April Sutton
- Kim Myers : Vivian
- Robert Bailey, Jr. (en) (VF : Jimmy Redler) : Derek
- Nestor Serrano (VF : Jean Barney) : Mitch Franklin
- Michael Beach (VF : Frantz Confiac) : Manny
- Valentina de Angelis (en) : Carmen
- Travis Caldwell : Nate Allen
- Lauren Fray : Maddi
- Chuck Hittinger : Christian
- Skyler Maxon (VF : Pascal Grull) : Russell

Version française (VF) selon le carton de doublage.